# Vasikkasaari (ö i Finland, Norra Österbotten, Uleåborg)
Vasikkasaari är en ö i Finland. Den ligger i Kiminge älv och i kommunen Uleåborg i den ekonomiska regionen  Uleåborgs ekonomiska region  och landskapet Norra Österbotten, i den centrala delen av landet, 500 km norr om huvudstaden Helsingfors. Öns area är 1,7 hektar och dess största längd är 230 meter i sydväst-nordöstlig riktning.